# Ermita de San Aleix de Serradell
La ermita de San Aleix de Serradell es una ermita románica del pueblo de Serradell, perteneciente al municipio de Conca de Dalt, en la comarca del Pallars Jussá perteneciente a la provincia de Lérida. Hasta 1969 formaba parte del término municipal de Toralla y Serradell.

## Historia
Esta ermita se encuentra ubicada encima del pueblo de Serradell, a 1,6 kilómetros de distancia en línea recta en dirección norte-noroeste sobre la cima de una montaña, cerca de la cresta, en el extremo suroriental de la Montaña de San Alejo y en lo alto -suroeste- del Bosque de Serradell.
Era un edificio pequeño, de una sola nave con ábside orientado hacia levante. Sólo se conservan solo unas hileras de piedras del sillar que, sin embargo, permiten ver una obra románica de aparato sencillo pero bien alineado. Quedan muy pocos restos en pie.